# Safranal
Safranalul este un compus organic natural din clasa monoterpenoidelor monociclice nesaturate, cu formula chimică C10H14O. Se regăsește în șofran și este unul dintre compușii care oferă aroma acestuia. Se crede că este un produs de degradare al carotenoidului zeaxantină, prin intermediul picrocrocinei.
Safranalul este un compus cu acțiune anticonvulsivantă și acționează ca agonist al receptorilor GABAA.